# Christian Frederik von Schalburg

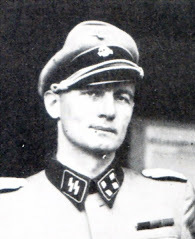
von Schalburg, hier SS-Sturmbannführer

Christian Frederik von Schalburg (* 15. April 1906 in Zmeinogorsk, Sibirien; † 2. Juni 1942 bei Demjansk) war Führer der dänischen Freiwilligen in der Waffen-SS.

## Leben
Von Schalburg wurde in Sibirien am 15. April 1906 als Sohn eines dänischen Vaters und einer russischen Mutter geboren. Seine Mutter war Angehörige des russischen Adels, seine Schwester war die Agentin Vera Schalburg. Bis zur Oktoberrevolution 1917 lebte die Familie in Russland.
Von Schalburg wurde Offizier (Sekondløjtnant/Leutnant) im dänischen Leibgarderegiment. Politisch engagierte er sich in der Danmarks Nationalsocialistiske Ungdom, der Jugendorganisation der dänischen Nationalsozialisten (DNSAP), deren Vorsitzender er vom 15. Januar 1939 bis zu seinem Tod war.
Im finnischen Winterkrieg 1939–1940 meldete sich von Schalburg freiwillig zum Kampf gegen die Rote Armee. Zum 20. September 1940 trat er der Waffen-SS bei (SS-Nummer 382.310), wo er entsprechend seinem dänischen Dienstgrad (Kaptajnløjtnant, entsprach dem Hauptmann) als SS-Hauptsturmführer übernommen wurde. Zunächst diente er in der 5. SS-Panzer-Division „Wiking“. Während seiner Dienstzeit dort erhielt er das Eiserne Kreuz beider Klassen. Am 1. März 1942 übernahm er das Freikorps Danmark als Sturmbannführer. Er leitete die Ausbildung des Korps und führte es in die Kesselschlacht von Demjansk.
Von Schalburg fiel im Verlauf der Schlacht am 2. Juni 1942, als er auf eine Mine trat und wenig später zusätzlich von Granatsplittern getroffen wurde. Er wurde in Biakowo bei Demjansk beerdigt, SS-Reichsführer Heinrich Himmler beförderte ihn postum am 3. Juni 1942 (mit Wirkung 1. Juni 1942) zum Obersturmbannführer.

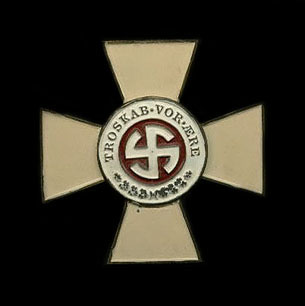
Schalburgkreuz; Die Inschrift „Troskab Vor Ære“ ist die dänische Übersetzung des SS-Wahlspruchs „Meine Ehre heißt Treue“.

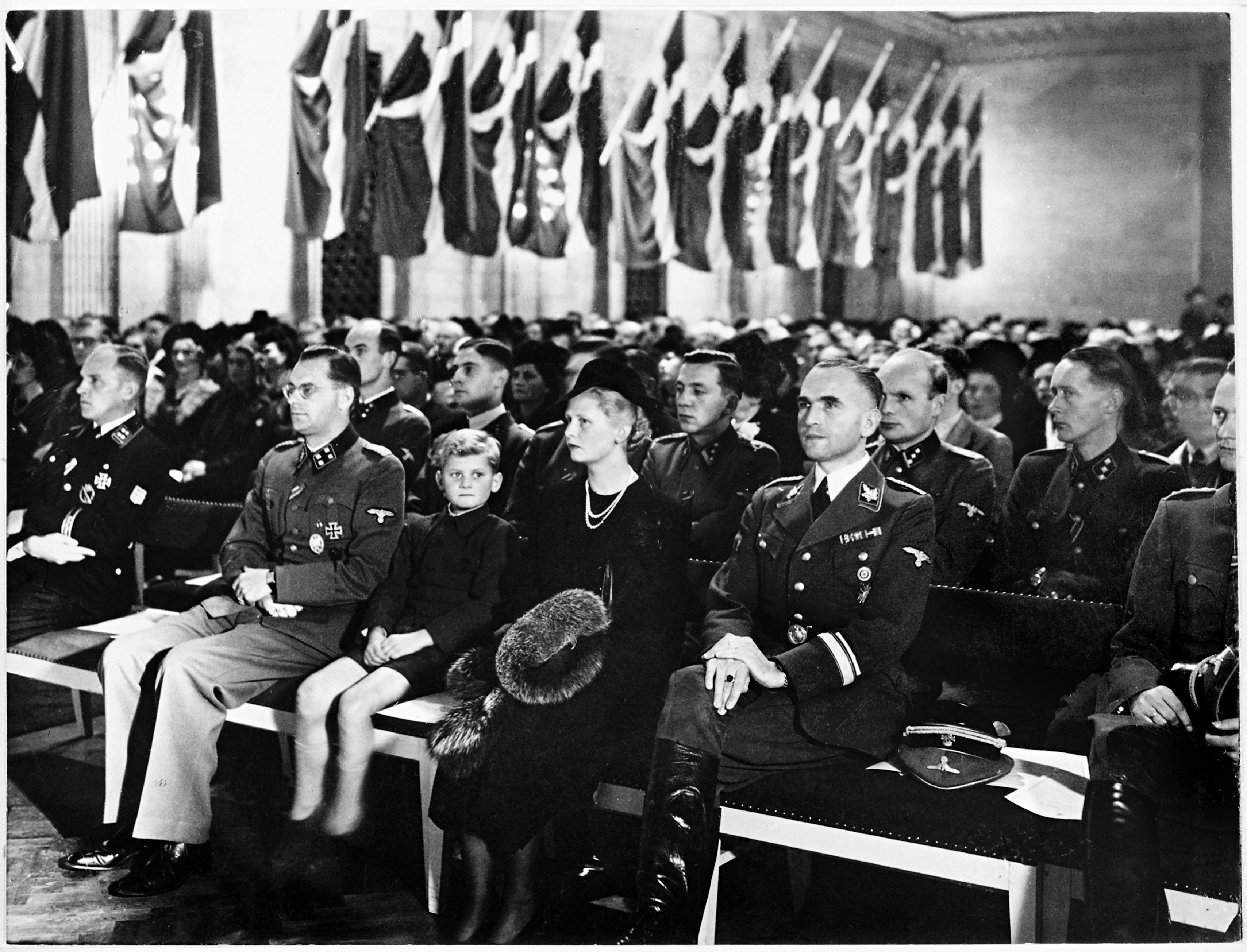
Schalburgkorps, 17. Oktober 1943

## Schalburgkorps
Eine dänische SS-Einheit, das Schalburgkorps, wurde nach ihm benannt. Es wurde zunächst im Februar 1943 auf Befehl von Werner Best, Reichsbevollmächtigter in Dänemark, vor allem als Plattform für die Mitgliederwerbung für die 11. SS-Freiwilligen-Panzergrenadier-Division „Nordland“ und für die Propagierung der nationalsozialistischen Ideologie in der dänischen Bevölkerung gegründet. Nachdem die Gruppierung in beiderlei Hinsicht versagt hatte, nahm sie in den folgenden Monaten eher den Charakter einer Hilfspolizei der deutschen Besatzungsmacht an. Als infolge des Kriegsverlaufs der Widerstand mit Sabotage-Aktionen in Dänemark stärker wurde, beteiligte sich diese Einheit ab Januar 1944 bis zu ihrer Auflösung im Frühjahr 1945 an Anschlägen, die entweder gegen des Widerstands verdächtige Personen bzw. deren Eigentum gerichtet waren oder aber Widerständlern zur Last gelegt werden sollten (z. B. der Anschlag auf das Depot der Straßenbahn in Aarhus). Im offiziellen Sprachgebrauch der Besatzungsmacht wurden diese Taten als Kontrasabotage oder Gegenterror bezeichnet. In der Bevölkerung setzte sich, da der Hintergrund der Anschläge leicht durchschaubar war, das bis heute gebräuchliche Wortspiel Schalburgtage durch. Die nach ihm benannte dänische Auszeichnung, das Schalburgkreuz, wurde an Angehörige des Schalburgkorps verliehen.